# Aulus Gellius

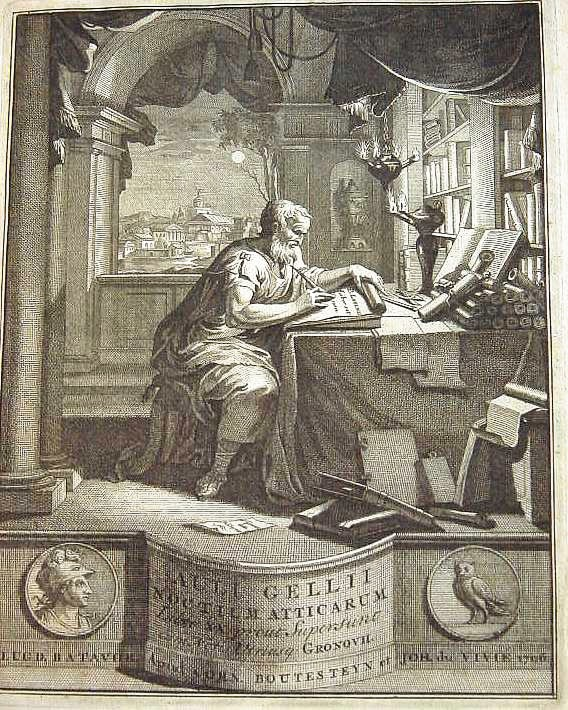
Aulus Gellius

Aulus Gellius, född omkring 130, död omkring 170 var en latinsk författare och grammatiker i Rom som bland annat studerat humaniora i Aten. 
Gellius har samlat anteckningar och dagboksblad till ett verk om tjugo böcker (varav den åttonde gått förlorad) vid namn Noctes atticae (Attiska nätter). Böckerna innehåller utdrag ur åtskilliga författares arbeten, redogörelser för samtal med lärde män, anteckningar, notiser med mera av såväl språkligt som litteraturhistoriskt innehåll. Verket äger sitt största värde genom den stora mängden av anekdoter, historier och uppgifter samt genom dessas noggrannhet.

## Svensk översättning avNoctes atticae
- Attiska nätter (översättning Bertil Cavallin) (Forum, 1977)